# Bergenaars
Bergenaars, ook bekend als Hartenaars, waren een bende Griekwa die in 1820-1829 de bevolking van het hedendaagse Zuid-Afrika teisterde.

## Opkomst
De Bergenaars splitsten zich rond 1820 af van de Griekwa van Griekwastad. De waarschijnlijke reden is dat ze in opstand kwamen tegen de autoritaire nieuwe kaptyn Andries Waterboer en zijn afhankelijkheid van het Londens Zendingsgenootschap. Samen met een aantal San vestigden ze zich eerst bij de Hartrivier om later de bergen bij Basutoland in te trekken.

## Terreur
De Bergenaars plunderden en overvielen karavanen, dorpjes en reizende handelaars. Ook vielen de Bergenaars Sesotho- en Setswanasprekende gemeenschappen binnen om daarna buitgemaakt vee en slaven te verkopen aan blanke grensboeren. Hierbij maakten ze gebruik van paarden en geweren.
In 1824 werd de situatie in West-Griekwaland vijandiger en begon Andries Waterboer een verrassingsaanval tegen het Bergenaarskamp bij Fauresmith, waarbij hij alle 5.000 koeien van de Bergenaars veroverde. Hierop vielen de Bergenaars Griekwastad aan, zonder succes. De Kaapkolonie schonk jaarlijks ammunitie aan Waterboer om de Bergenaars in toom te houden. In 1827 liet Waterboer zes Bergenaarsleiders executeren, waarop de Bergenaars met meer dan duizend man Griekwastad belegerden. Vanwege interne conflicten bij de Bergenaars mislukte het offensief.
Aan het einde van het decennium waren de Bergenaars al geen bepalende speler meer in West-Griekwaland.